# Kurt Student

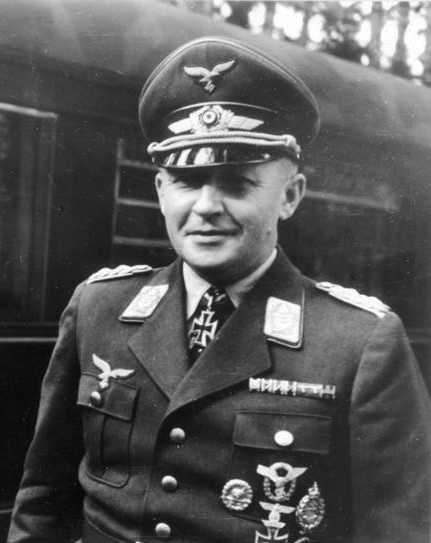
Kurt Student (1941)

Kurt Arthur Benno Student (* 12. Mai 1890 in Birkholz, Neumark; † 1. Juli 1978 in Lemgo) war ein deutscher Generaloberst der Luftwaffe im Zweiten Weltkrieg und ranghöchster Offizier der Fallschirmtruppe der Wehrmacht.

## Leben

### Herkunft
Seine Eltern waren der Rittergutsbesitzer und Amtsanwalt in Reppen Oskar Rudolph Reinhardt Student (1850–1914) und dessen Ehefrau Clara Karoline Auguste, geborene Schoeppke (1855–1902).

### Militärische Laufbahn bis 1939
Im Alter von elf Jahren trat Student in die Kadettenanstalt in Potsdam ein und wurde 1910 als Fähnrich dem Jäger-Bataillon „Graf Yorck von Wartenburg“ (Ostpreußisches) Nr. 1 der Preußischen Armee überwiesen. Bereits nach wenigen Wochen wurde er auf den gerade eröffneten Flugplatz Johannisthal versetzt, um eine Ausbildung zum Flugzeugführer zu absolvieren. 1913 erhielt er nach bestandener Feldpilotenprüfung sein Militärflugzeugführerzeugnis. Im Ersten Weltkrieg zunächst bei den Feldfliegern und Kampffliegern eingesetzt, wurde ihm im Oktober 1916 die Führung der Jagdstaffel 9 übertragen. Er wurde im Juni 1918 zum Hauptmann befördert. Mit sechs bestätigten Abschüssen war er ein erfolgreicher Jagdflieger und erlebte nach einer schweren Verwundung das Kriegsende in der Heimat. Für sein Wirken während des Krieges hatte man ihn mit beiden Klassen des Eisernen Kreuzes, dem Ritterkreuz des Königlichen Hausordens von Hohenzollern mit Schwertern, dem Ritterkreuz des Albrechts-Ordens II. Klasse mit Schwertern sowie dem Verwundetenabzeichen in Schwarz ausgezeichnet.
Nach dem Krieg wurde Student in die Planung beim Aufbau einer neuen Luftstreitkraft einbezogen, obwohl die Reichswehr nach dem Friedensvertrag von Versailles keine Flugzeuge besitzen durfte. Von 1922 bis 1928 war Student in der Inspektion für Bewaffnung und Ausrüstung auf dem Gebiete der Flugzeugentwicklung tätig, welche dem Heereswaffenamt unterstand. Er hatte maßgeblichen Anteil an der Einrichtung der Geheimen Fliegerschule und Erprobungsstätte der Reichswehr in der Sowjetunion.
1933 wurde Student in die Luftwaffe übernommen und war zunächst in der Ausbildung tätig. Ab 1933 war er Kommandeur der Technischen Schule in Jüterbog, ab 1935 Kommandeur der Fliegererprobungsstellen und Kommandant der Erprobungsstelle Rechlin, ab 1936 Kommandeur der Fliegerwaffenschule und Chef des Stabes beim Kommando der Fliegerschule. Im April 1938 wurde er zum Kommandeur der 3. Flieger-Division berufen und zum Generalmajor ernannt. Bereits im Juli 1938 wurde er mit der Aufstellung der 7. Flieger-Division beauftragt, in der die im Aufbau befindliche Fallschirmtruppe der Luftwaffe zusammengefasst werden sollte. Ab Februar 1939 fungierte er gleichzeitig als Inspekteur der Fallschirm- und Luftlandetruppe im Reichsluftfahrtministerium.

### Zweiter Weltkrieg
Am 1. Januar 1940 zum Generalleutnant befördert, nahm Student Anfang Mai mit seinen Truppen am Überfall auf Belgien und die Niederlande teil, wobei seinen Truppen die wichtige Aufgabe der Besetzung strategischer Punkte wie Brücken und Flugplätze zufiel. Weil die deutsche Fallschirmtruppe bei der Eroberung der belgisch-niederländischen Brücken und Grenzbefestigungen (so z. B. das Fort Eben Emael) eine maßgebliche Rolle gespielt hatte, erhielt Student am 12. Mai das Ritterkreuz des Eisernen Kreuzes und zwei Wochen später die Beförderung zum General der Flieger (am 1. Mai 1943 umbenannt in General der Fallschirmtruppe). Außerdem verlieh ihm Göring am 2. September 1940 das Flugzeugführer- und Beobachterabzeichen in Gold mit Brillanten.
Als er nach der Kapitulation von Rotterdam einer Einheit der Waffen-SS befehlen wollte, ihr ungezieltes Feuer einzustellen, wurde er von einem Querschläger am Kopf getroffen und schwer verwundet.
Zum 1. Januar 1941 wurde Student Kommandierender General des XI. Fliegerkorps, zu dem die Fallschirmtruppe mittlerweile erweitert worden war. Damit war er auch der Befehlshaber der deutschen Truppen in der Luftlandeschlacht um Kreta im Mai 1941 und nach der Einnahme kurzzeitig Inselkommandant. Als solcher ordnete er am 31. Mai Vergeltungsaktionen für den Widerstand der Inselbevölkerung an. So kam es zu den Massakern von Kondomari und Kandanos beim Unternehmen Merkur.
Aufgrund der hohen, nur langsam zu ersetzenden Verluste der Fallschirmjäger bei der Einnahme Kretas wurde der weitere Einsatz dieser wertvollen Truppen bei größeren Sprunglandungen von Hitler untersagt. Students Fliegerkorps blieb indessen als Reserve der Luftflotte 2 von Albert Kesselring im Mittelmeerraum stationiert und widmete sich der weiteren Ausbildung und Verstärkung der Fallschirmtruppe. Als sich 1942 nach einer Luftoffensive gegen Malta die Gelegenheit zur Eroberung der Inselfestung ergab, wurde Student mit der Planung des deutsch-italienischen Unternehmens Herkules beauftragt, das aber aufgrund von Bedenken Hitlers bald fallengelassen wurde. Die hierfür vorgesehenen Truppen wurden stattdessen zur Verstärkung von Rommels Panzerarmee im Afrikafeldzug eingesetzt.
Als Mitte 1943 mit der Invasion Siziliens der Italienfeldzug begann, waren es wiederum Students Fallschirmjäger, die zur Ergänzung der unzureichenden Bodentruppen eingesetzt wurden. Nach dem Abfall der Regierung Badoglio vom Achsenbündnis im September 1943 wurden im Fall Achse Fallschirmjäger zu Kommandounternehmen wie der Befreiung Mussolinis (→ Unternehmen Eiche) und zur Besetzung Roms eingesetzt. Im November dieses Jahres wurde Student von Luftwaffenchef Göring mit der Aufstellung einer Fallschirmarmee bis April 1944 beauftragt.
Von März bis November 1944 war Student Oberbefehlshaber der 1. Fallschirm-Armee, anschließend der Heeresgruppe H im Westen (Beförderung zum Generaloberst am 13. Juli 1944), deren Führung er Ende Januar 1945 auf Weisung Hitlers wieder abgab, um erneut die 1. Fallschirmarmee zu übernehmen, ein Kommando, welches er bis zum 28. April 1945 innehatte. Ab 28. April 1945, also in den letzten Kriegstagen, wurde Kurt Student statt Gotthard Heinrici mit dem Oberbefehl über die Heeresgruppe Weichsel an der Ostfront betraut. Bis zum 2. Mai 1945 gelang es Student jedoch nicht mehr, die stark dezimierte und in Auflösung befindliche Armee zu ordnen. Auch Student setzte sich zuletzt zu Fuß Richtung Westen nach Schleswig-Holstein ab, wo er das Kriegsende erlebte.

### Unternehmen Merkur
Die operative Planung für den Angriff auf Kreta am 20. Mai 1941 lag bei Student. Es sollten 10.000 Mann mit Fallschirmen abspringen, 750 Mann mit Lastenseglern anlanden und nach Einnahme der wichtigsten Flugplätze weitere 5000 Mann mit Ju 52 nachkommen, darunter Gebirgsjäger unter General Julius Ringel. Kreta war nach Ansicht Hitlers für die Briten als Basis für Bombenflugzeuge geeignet, von der aus die rumänischen Ölfelder angegriffen werden konnten. Es standen 42.640 Mann alliierte Truppen, darunter 11.000 griechische Soldaten, auf der Insel bereit.
Hohe Verluste auf deutscher Seite und in den Konflikt eingreifende, von der Zivilbevölkerung unterstützte oder tolerierte Partisanen verschärften die Formen der Auseinandersetzung. Als erster und vorläufiger Inselkommandant des besetzten Kretas trug Kurt Student zu einer Eskalation der Gewalt und Gegengewalt bei. Der Historiker Hagen Fleischer weist darauf hin, dass die deutsche „Vergeltung“ für Anschläge von Partisanen „von einer Schärfe ist, wie sie bis dahin nur in slawisch besiedelten Gebieten (Polen) Anwendung gefunden hatte.“ Die begleitende, oftmals durch zweckdienliche Übertreibungen genährte Gräuelpropaganda schuf wie beim Überfall auf Polen ein Klima, in dem Kriegsverbrechen möglich wurden. So erließ Student am 31. Mai 1941 einen Befehl über Vergeltungsmaßnahmen:

„Es kommt nun darauf an, alle Maßnahmen mit größter Beschleunigung durchzuführen, unter Beiseitelassung aller Formalien und unter bewusster Ausschaltung von besonderen Gerichten. Bei der ganzen Sachlage ist dies Sache der Truppe und nicht von ordentlichen Gerichten. Sie kommen für Bestien und Mörder nicht in Frage.“

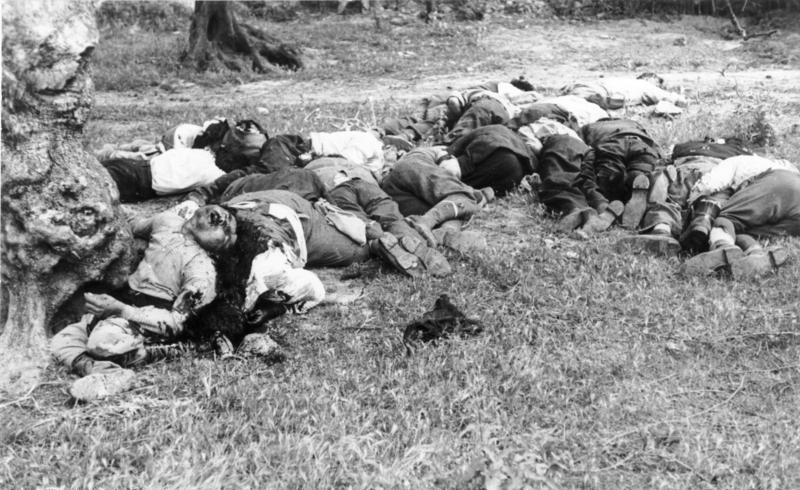
Erschossene Zivilisten in Kondomari, 2. Juni 1941

Student ordnete ferner an, die Vergeltung solle möglichst jeweils von derjenigen Einheit vorgenommen werden, die zuvor unter Anschlägen gelitten habe. Die Vergeltungsmaßnahmen erstreckten sich von Kontributionszahlungen über Erschießungen und Niederbrennen von Ortschaften bis zur „Ausrottung der männlichen Bevölkerung ganzer Gebiete“. Für die letzten beiden Maßnahmen war die Genehmigung des Generals einzuholen. Entsprechend diesem Befehl wurde zum Beispiel der Ort Kandanos zerstört und im Dorf Kondomari zahlreiche männliche Zivilisten willkürlich ergriffen und erschossen.
Nach Angriffen griechischer Partisanen ordnete Student Kollektivhaftung in Griechenland an. Zu bestrafen seien die Partisanen, welche Anschläge verübten, oder die „schuldige Zivilbevölkerung“. Die Differenzierung zwischen „Schuldigen“ und „Unschuldigen“ ist in der wehrmachtsinternen Diskussion, wenn überhaupt, nahezu ausschließlich durch taktische Überlegungen definiert worden.

### Unternehmen Eiche
Einen Tag nach dem Sturz und der Verhaftung Mussolinis am 25. Juli 1943 erhielt Student von Hitler Anweisungen für das Unternehmen Eiche. Es wurde eine Kommandooperation mittels deutscher Fallschirmjäger geplant, die Mussolini befreien sollte. Die Einsatzplanung lag bei General Student, die Ausführung oblag dem Fallschirmjäger-Lehrbataillon und seinem Kommandeur. SS-Hauptsturmführer Otto Skorzeny erhielt die Erlaubnis sich dem Unternehmen anzuschließen. Am 12. September 1943 wurde das Unternehmen durchgeführt. Mussolini wurde auf dem Gran Sasso aus einem Hotel befreit und anschließend ausgeflogen. Am 14. September 1943 traf er zusammen mit Skorzeny in Hitlers Hauptquartier in Rastenburg ein. Für dieses Unternehmen erhielt er am 27. September 1943 als 305. Soldat der Wehrmacht das Eichenlaub zum Ritterkreuz des Eisernen Kreuzes.

### Nachkriegszeit
Nach Kriegsende wurde Student am 28. Mai 1945 festgenommen und durch ein Militärgericht zu fünf Jahren Haft verurteilt. Im Herbst 1947 beantragte Griechenland seine Auslieferung. 1948 wurde Student nach einer erfolgreichen Berufung aus der Gefangenschaft entlassen.

„In einem im Mai 1946 vor einem britischen Militärgericht in Lüneburg durchgeführten Verfahren wegen Kriegsverbrechens wurde St. am 10. Mai zu fünf Jahren Gefängnis verurteilt, doch weigerte sich der zuständige Gerichtsherr, General Galloway, das Urteil zu bestätigen, weil St. für seine untadelige Haltung bekannt war.“

In den Nürnberger Kriegsverbrecherprozessen, speziell in den Verfahren gegen die deutschen Generäle „Süd-Ost“, wurde keine Anklage gegen Student erhoben.
Durch den Aufbau des Traditionsverbandes Bund Deutscher Fallschirmjäger, dessen Präsident er von 1952 bis 1954 war, zählte Student zu den führenden Köpfen in den Traditionsverbänden der Wehrmacht und der späteren Bundeswehr. Wenn ehemalige Angehörige der Wehrmacht alljährlich am 20. Mai in Altenstadt den Kreta-Tag begingen, gehörte Student zu den Ehrengästen.
Bei der Beerdigung des verurteilten Kriegsverbrechers Hermann-Bernhard Ramcke 1968 hielt Student eine Totenrede.
Student starb am 1. Juli 1978 im Alter von 88 Jahren.

### Familie
Student heiratete 1917 Gertrud Beer (1892–1978), mit der er den Sohn Hans-Dietrich (1924–1944) hatte, der im Zweiten Weltkrieg fiel.

## Nachwirkung
Seit Herbst 1998 verneint das Bundesministerium der Verteidigung, dass General Student traditionswürdig ist. In der Franz-Josef-Strauß-Kaserne in Altenstadt (bei Schongau) wurde die „Generaloberst-Student-Straße“ zusammen mit anderen Straßennamen, die nach Personen aus der Zeit des Nationalsozialismus benannt waren, am 16. Oktober 1998 umbenannt. Am selben Tag wurde auch der „Generaloberst-Student-Saal“ in „Turmsaal“ umbenannt. 2010 legte der ehemalige Amtschef des Militärgeschichtlichen Forschungsamtes der Bundeswehr, Brigadegeneral a. D. Günter Roth, eine Studie vor, in der nach dem Urteil des Historikers Rainer F. Schmidt nachgewiesen wird, „dass Student bis zum bitteren Ende bereit war, ohne jede Einsicht in die Aussichtslosigkeit des Krieges, ohne Verantwortungsbewusstsein und moralisches Ethos, die ihm unterstellten Soldaten auf dem Altar der Ideologie des 'Endsiegs' zu opfern.“